# Vicente Lamas
Vicente Lamas (Asunción, 31 de mayo de 1900 - Ibídem, 15 de julio de 1982) fue un poeta y periodista paraguayo. 
Fue el hijo de Vicente Lamas y de Clementina Carísimo Jovellanos. Poeta nativista y urbano a la vez y periodista desde muy joven, cursó sus estudios secundarios en el Colegio Nacional de la Capital, de su ciudad natal, y escribió versos desde su niñez.

## Primeros pasos
Introvertido, la parquedad o el silencio guardaban sus hondas reflexiones y juicios, aflorados con su ropaje de elegancia en sus notas periodísticas y aún más en sus poemas cristalinos. Modesto y honrado a carta cabal, prefirió la ríspida senda de la pobreza a los beneficios fáciles de los acomodos y las obsecuencias.
Fue colaborador regular de varios diarios locales y de algunas revistas argentinas y uruguayas y director de “Guarán”, revista aparecida en 1939, y del periódico “El país”, vespertino asunceno.

## Trayectoria
En 1931 obtuvo el segundo premio en los “juegos florales” organizados aquel año por la Municipalidad de Asunción.
Su obra poética, que en opinión de Teresa Méndez-Faith “...capta momentos y cuadros típicos del campo paraguayo y al mismo tiempo refleja la economía verbal y el cuidado formal típicos del soneto...”, es vasta en su cantidad, si bien publicó un solo libro, “La senda escondida” (1956). El resto de su producción está disperso en periódicos, revistas y antologías literarias diversas y de ella se ha hecho una clasificación que abarca las “Estampas rurales” (con poemas entre los que sobresale “El tropero”), los “Motivos urbanos” (representados por “Ante el monumento a Antequera”) y el denominado “Hondamente” (donde figura su célebre “Canción del miliciano guaraní”).
En una autobiografía -uno de cuyos fragmentos transcribe Carlos R. Centurión en su monumental “Historia de las letras paraguayas”- Lamas escribe, jocosamente: “Nacido en el Siglo XX. De la generación intelectual del 23, con Raúl Battilana, Heriberto Fernández, Hérib Campos Cervera, José Concepción Ortiz, etc. Estudios secundarios hasta bachiller. Lecturas desordenadas y sin método alguno. En cuanto a ideologías, izquierdista, pero no zurdo. Periodista desde los diecisiete años. En realidad me inicié en el periodismo a los doce años llevando viandas a un hermano que trabajaba en “El Diario”. Colaboré en revistas nacionales y extranjeras como “Guarania”, “Leoplán”, “Mundo Uruguayo”, etc.

## Últimos años
Falleció en Asunción el 15 de julio de 1982.